# Equisetum pratense
Equisetum pratense, cunoscută sub numele de coada-calului de pajiște sau coada-calului umbrită, este o specie de plante care fac parte din diviziunea Equisetophyta (coada-calului). Coada-calului umbrită poate fi de obicei găsită în pădurile cu copaci înalți sau frunziș foarte dens, care pot oferi umbră. De asemenea, aceasta tinde sa crească mai aproape de râuri și iazuri.